# Krebsbach (Selke)
Der Krebsbach ist ein linker Nebenfluss der Selke im Unterharz, Sachsen-Anhalt. Die Flussordnungszahl ist 5.

## Verlauf
Der Krebsbach entspringt etwa einen Kilometer südlich der Viktorshöhe im zum Unterharz gehörenden Rambergmassiv. Der Gebirgsbach hat sich ins Gelände eingeschnitten. Der Einschnitt wird als Krebsbachtal bezeichnet und verengt sich flussabwärts.
Im Unterlauf, etwa nach vier Kilometern, durchfließt der Krebsbach den künstlich angelegten Krebsbachteich. Nach etwa fünf Kilometern mündet er linksseitig in die Selke. Die Mündung liegt nördlich des nahegelegenen Selketalbahn-Haltepunktes Drahtzug.
Der Krebsbach ist, von Besiedlung und Morphologie her, neben dem Friedenstalbach der wertvollste Bach des Selke-Flusssystems. Beide Bäche sind ein bedeutender Wiederbesiedlungspool der Selke.
Dieser Gebirgsbach hat, von einigen unbedeutenden Nebenarmen abgesehen, nur zwei natürliche Zuflüsse. Dies sind der Brettenbergsbach und etwas weiter flussabwärts der Jagdhausbach – beide rechtsseitig im Unterlauf des Bachs.
Das durchflossene Tal ist das Krebsbachtal. In dessen Verlauf wurde der seltene Sperlingskauz nachgewiesen.

## Namensbedeutung
Der Name leite sich vom Krebs ab, mit angehängtem -bach. Das Grundwort ist auch als althochdeutsches chrepaʒo und mittelhochdeutsches krebeʒ(e) nachweisbar. Wahrscheinlich bezieht sich der Name auf den Edelkrebs. Dieser hat hier ein vermutlich autochthones Vorkommen.